# 钩刺短跗蛛
钩刺短跗蛛（学名：Moneta uncinata）为球蛛科短跗蛛属的动物。在中国大陆，分布于海南等地，其标本采集自海南尖峰岭山顶苔藓中。该物种的模式产地在海南尖峰岭。